# Джонс, Робби
Роберт «Робби» Джонс III (англ. Robert Lee Jones III; род. 25 сентября 1977, Окснард, Калифорния, США) — американский актёр кино и телевидения, известный по ролям в сериалах «Холм одного дерева» и «Адские кошки».

## Биография
Роберт Ли Джонс III родился 25 сентября 1977 года в Окснарде, штат Калифорния в семье Бобби и Бэтти Джонсов. Джонс учился в Калифорнийском университете в Беркли, получив стипендию — играл за баскетбольную команду «California Golden Bears» с 1996 по 2000 год.

## Карьера
Наибольшую известность актёру принесла роль Квентина Филдса в популярном молодёжном телесериале «Холм одного дерева». В 2010 году актёр получил роль Льюиса Флинна в основном актёрском составе спортивной драмы «Адские кошки». Также сыграл в драме «Сезон ураганов» вместе с Форестом Уитакером.
В 2013 году снялся в нескольких эпизодах сериала «90210: Новое поколение» в роли Джордана Уилланда.

## Фильмография
| Год       |     | Русское название       | Оригинальное название  | Роль                  |
| --------- | --- | ---------------------- | ---------------------- | --------------------- |
| 2008      | с   | Холм одного дерева     | One Tree Hill          | Квентин Филдс         |
| 2009      | с   | Скорая помощь          | ER                     | Джермейн Беннетт      |
| 2009      | с   | Адвокатская практика   | Raising the Bar        | Джавара Обаси         |
| 2009      | с   | Все мои бывшие         | The Ex List            | н/д                   |
| 2009      | ф   | Сезон ураганов         | Hurricane Season       | Брайан Рэндольф       |
| 2009      | тф  | Центр внимания         | Limelight              | Хавьер Дейвис         |
| 2010      | с   | Саутленд               | Southland              | Тайлер Прескотт       |
| 2010      | с   | Под прикрытием         | Dark Blue              | Терри «Тик» Керн      |
| 2010—2011 | с   | Адские кошки           | Hellcats               | Льюис Флинн           |
| 2012      | ф   | Транзит                | Transit                | Даллас                |
| 2013      | с   | Гавайи 5.0             | Hawaii Five-0          | Джош Лаури            |
| 2013      | с   | Необходимая жестокость | Necessary Roughness    | Джо «Тус» Киттридж    |
| 2013      | ф   | Семейный консультант   | The Marriage Counselor | Харли                 |
| 2013      | с   | 90210: Новое поколение | 90210                  | Джордан Уэлланд       |
| 2013      | тф  | Перемотка              | Rewind                 | Дэнни                 |
| 2015—2016 | с   | Босх                   | Bosch                  | Джордж Ирвинг         |
| 2017      | кор | —                      | The Long Walk Home     | Стивен                |
| 2017      | тф  | —                      | Controversy            | Уилл Микс             |
| 2018      | ф   | Американский мечтатель | American Dreamer       | Мазз                  |
| 2019      | с   | Правосудие             | The Fix                | детектив Винсент Норт |
| 2019      | ф   | Шафт                   | Shaft                  | сержант Кит Уильямс   |
| 2019      | с   | Титаны                 | Titans                 | Фаддей                |
| 2020      | ф   | Остров фантазий        | Fantasy Island         | Аллен Чемберс         |
| 2020      | ф   | Всегда и навеки        | Always and Forever     | Брайан Тейлор         |